# Gentofte
 Denne artikel handler om bydelen Gentofte. Ordet Gentofte bruges ofte også som en kort betegnelse for Gentofte Kommune.
Gentofte er en bydel i Storkøbenhavn i Gentofte Kommune. Den var oprindelig en landsby i Nordsjælland. Gentofte har 75.033 indbyggere  (2024) og er et af de mest velhavende områder i Danmark, idet den hører til top-3 blandt kommuner i landet med de højeste gennemsnitlige disponible indkomster. Gentofte består hovedsageligt af villakvarterer og i visse områder etagebyggeri.

## Historie

### De første kilder
Oldtidsfund har påvist beboelse ved Gentofte Søs bredder i stenalderen. Kirken, som i dag er byens ældste bygning er fra 1100-tallet.
Navnet Gentofte dukker første gang op i år 1186 i et gavebrev fra biskop Absalon til biskoppen i Roskilde: "...mansionem de Gefnetofte cum omnibus pertenentiis suis" (Gentoftegård med al dens tilliggende).
Bynavnet kan som mange andre "-tofte"-byer indikere, at byen er opstået i vikingetiden. Tofte har normalt haft betydningen "særeje" eller "særjord". Det antyder, at området har været ejet af en storbonde eller en betydningsfuld slægt. Forstavelsen "Gen" indgår ofte i navne på byer, der ligger i nærheden af søer eller fjorde.
Gentoftegård har som storgård været afgørende for landsbyens opståen og tidlige udvikling. Både kirken, kongen og et stort antal herremænd har ejet både den og andre gårde i området. En optegnelse fra 1685 viser, at byen bestod af 19 gårde, hvoraf 18 hørte under kongen. Den sidste, der antagelig var Gentoftegård, tilhørte dronning Charlotte Amalie, som havde fået den i bryllupsgave.
I 1635 bestod Gentofte af 20 gårde. Fordelingen af udsæden var: 27% rug, 54% byg og 19% havre. I 1682 bestod landsbyen Gentofte af 19 gårde og 15 huse uden jord. Det samlede dyrkede areal udgjorde 716,1 tønder land skyldsat til 191,86 tønder hartkorn. Dyrkningsformen var trevangsbrug.
Man ved ikke præcis, hvor Gentoftegård lå, men undersøgelser tyder på, at den lå der, som nu er hjørnet af Gentoftegade og Mitchellsstræde.
Af kopskattelisten for Gentofte fra 1645 fremgår, at Gentofte havde omkring 450 indbyggere.

### Hoveri
Ved hoveriets indførelse hørte jorderne omkring Gentofte under Ibstrup Ladegård, som Christian 5. valgte at omdøbe til Jægersborg Slot. I 1764 blev arealerne og hoveriretten overdraget til J.H.E. Bernstorff og faldt derefter ind under hans nyopførte Bernstorff Slot.
Efter hoveriets ophør og jordreformerne i sidste halvdel af 1700-tallet blev gårde udflyttet, ligesom det skete mange andre steder i landet; og som andre steder var landsbyerne præget af fattigdom. Englandskrigene i 1807 gjorde ikke situationen bedre, da frontlinjerne slyngede sig ind over Nordsjælland.

### Urbaniseringen
I 1842 opstod det lokale selvstyre, da der blev oprettet sogneforstanderskaber. G.F. Lindorff blev Gentofte sogneforstanderskabs første formand.
I anden halvdel af 1800-tallet gennemgik Gentofte en rivende udvikling: endnu i 1858 hed det: "Gjentofte, smukt beliggende ved Gjentofte Sø (Kirke, Præstegaard, Skole, Hospital, Kro)", og i 1872 nævnes tillige "flere Lyststeder, Teglværker" men ved århundredeskiftet lød beskrivelsen således: "Gjentofte (gl. Form: Gefnetofte), smukt beliggende ved Gjentofte Sø, med Kirke, Præstegd. (hvorfra al Jorden er bortsolgt), kirkeligt Forsamlingshus „Bethania“, opf. 1888 under Ledelse af Arkitekt L. H. Knudsen, Skole, flere Privatskoler, Fortsættelsesskoler (for Haandværkslærlinge o. a.), Asyl („Provst Boisens og Hustrus Børneasyl“, opr. 1862), Gjentofte-Lyngby Hospital, Børnehospital for Børn under 8 Aar, grundl. ved Gavebrev af Livlæge Th. Petersen, (Bygningen er paabegyndt Aug. 1895), et Alderdomshjem, opr. 1890 af Foreningen „Alderdomshjem“, der ejer to Boliger med tilsammen 8 Lejligheder til Friboliger for gamle, hæderlige trængende i Gjentofte-Ordrup Kommune, Schmedes’ og Hustrus Stiftelse (opr. 1875) med Friboliger for trængende Enker, forladte Hustruer eller ugifte Fruentimmer, Vældegaard Kvindeskole, opr. 1884. Jærnbanestation paa Nordbanen, Hotel, Postekspedition og Telegrafstation, Telefonforbindelse med Kjøbenhavn og mange Villaer. Ved Baunegaard skal der anlægges et Vandværk." Byen var midt i sin udvikling.
Det var ikke mindst jernbanen, der satte gang i Gentoftes udvikling. Da Nordbanen åbnede i 1863 og Klampenborgbanen fulgte efter i 1864, begyndte befolkningstilvæksten og bebyggelsen for alvor at tage fart, men i begyndelsen dog fortrinsvis i de kystnære områder: Ordrup havde i 1901 6.636 indbyggere, mens Hellerup og Gentofte tilsammen havde 7.834 indbyggere, de fleste i Hellerup. I 1906 havde Ordrup 7.638, Hellerup 8.729 og Gentofte by 4.342 indbyggere. I 1911 havde Ordrup 8.794 indbyggere, Hellerup 10.667 indbyggere og Gentofte 5.230 indbyggere. Allerede på dette tidspunkt var skellene mellem de forskellige byområder ved at forsvinde, og fra 1916 regnedes hele Gentofte Kommune som forstad til København.
Omkring århundredskiftet 1900 blev byens offentlige institutioner og infrastruktur kraftigt udvidet:
- I 1893 oprettedes alderdomshjemmet "Solhjem".
- Gentoftegade blev sat i forbindelse med Kildegårdsvej i 1906.
- I 1907 blev der oprettet en sporvognslinje på strækningen.
- Telefoncentralen åbnede 14. august 1899.
- En kloakplan blev udarbejdet i 1906.

### Togulykken i 1897
Den 11. juli 1897 skete en voldsom togulykke på Gentofte Station, der kostede 40 mennesker livet, og der var 132 sårede. Det var den første store ulykke i dansk jernbanehistorie.
Ulykken skete sent søndag aften. På Gentofte Station holdt et forsinket lokaltog fra Holte fyldt med udflugtsrejsende. Toget var klar til afgang, da det blev påkørt af et særtog fra Helsingør, der skulle køre uden stop fra Holte til København. De fire bageste vogne i Holtetoget blev knust, og 32 passagerer blev dræbt øjeblikkeligt. Der var 140 tilskadekomne, hvoraf otte senere døde af deres kvæstelser. Der blev straks telegraferet efter lægehjælp og militær assistance fra Jægersborg kaserne og Bernstorff Slot. Kort efter blev et ambulancetog med læger sendt af sted fra København. Nogle af de sårede blev bragt til villaerne nær stationen, men de fleste blev transporteret til hospitaler i København. 

## I dag
Gentofte som landsby findes ikke længere. Den gamle Gentoftegade fik nyt gadebillede først i 1900-tallet med talrige etagebyggerier. Byudviklingen har i det hele taget gjort, at der ikke længere er nogen klare bygrænser at se, når man færdes i Gentofte Kommune.

## Befolkning
Indbyggertal ifølge folketællingerne:
| År   | Indbyggere |
| ---- | ---------- |
| 1950 | 7.749      |
| 1955 | 7.447      |
| 1960 | 6.983      |
| 1965 | 6.708      |
| 1970 | 5.835      |
| 1976 | 5.232      |
| 1981 | 5.051      |

## Venskabsbyer
- Hangö
- Ammassalik
- Stord
- Halmstad